# 花旗骰
花旗骰(CRAPS)又叫派司拉(Pass line)，是种赌博玩法。

## 简介
在美國拉斯維加斯花旗骰被許多人視為娛樂場中速度最快，最多玩法的桌上遊戲。該遊戲只使用兩粒骰子，而投骰者(shooters)投骰後兩粒骰子的點數結果下注。

## 外部連結
- 中的“花旗骰”

template:Craps
template:Gambling